# Witold Wacławek
Witold Wacławek (ur. 21 stycznia 1938 w Warszawie, zm. 18 stycznia 2020) – polski chemik, specjalizujący się w badaniach oddziaływań międzymolekularnych oraz półprzewodników organicznych. Związany z Politechniką Warszawską, z Wyższą Szkołą Pedagogiczną w Częstochowie oraz Uniwersytetem Opolskim.

## Życiorys
Urodził się w 1938 roku w Warszawie. Okres II wojny światowej spędził w Grodzisku Mazowieckim, gdzie w 1955 roku ukończył liceum ogólnokształcące. W 1960 ukończył studia chemiczne na Politechnice Warszawskiej. Od 1959 pracował w Instytucie Przemysłu Organicznego w Warszawie. W 1960 został pracownikiem Wojskowej Akademii Technicznej. W 1965 roku uzyskał stopień naukowy doktora nauk chemicznych, na podstawie rozprawy napisanej pod kierunkiem prof. Józefa Hurwica z Politechniki Warszawskiej. Rozprawa doktorska została wyróżniona Nagrodą Polskiego Towarzystwa Chemicznego. Po roku wrócił na swoją macierzystą uczelnię, gdzie w 1973 roku z powodzeniem odbył kolokwium habilitacyjne. W 1985 roku uzyskał tytuł profesora zwyczajnego.
Wielokrotnie przebywał na stażach zagranicznych, w tym w Charkowie, Nottingham i Canterbury. Współpracował z amerykańskim Chemical Abstracts, jednym z ważniejszych chemicznych pism na świecie. W latach 70. XX wieku pracował w Wyższej Szkole Pedagogicznej w Częstochowie, gdzie zorganizował od podstaw Zakład Fizyki Molekularnej. Za całokształt działalności (był dziekanem, a także prorektorem) i zasługi dla rozwoju tej uczelni został wyróżniony Nagrodą Ministerstwa Nauki.
Z opolską Wyższą Szkołą Pedagogiczną związał się w 1981 roku. Piastował na niej funkcję prorektora ds. naukowych w latach 1984–1990. Był także przez pewien czas wicedyrektorem Instytutu Chemii WSP, a w latach 1996–1999 dziekanem Wydziału Matematyki, Fizyki i Chemii UO. Był przewodniczącym Oddziału Opolskiego (1983–1995), przewodniczącym Sekcji Ochrony Środowiska Zarządu Głównego (1996–2006), a także przewodniczącym Głównej Komisji Rewizyjnej w Zarządzie Głównym (2006–2009) Polskiego Towarzystwa Chemicznego. W 1986 roku był głównym organizatorem Zjazdu PTCh w Opolu. W 1999 roku został członkiem Komitetu Chemii Polskiej Akademii Nauk.
Od początku lat dziewięćdziesiątych zajmował się ochroną i monitoringiem środowiska. Był współtwórcą i współkoordynatorem w latach 1998-2002 grantu europejskiego Fertilia, dotyczącego badania translokacji metali ciężkich z gleby do roślin. Pasjonował się też historią powstawania pojęć i teorii naukowych (chemii i fizyki) oraz osobowością ich twórców.
Wypromował 14 doktorów.
W roku 1993 razem z żoną Marią założył Towarzystwo Chemii i Inżynierii Ekologicznej, którego był wieloletnim prezesem. Towarzystwo to jest wydawcą wiele książek, czterech czasopism i organizatorem międzynarodowej konferencji ekologicznej ECOpole.
Był twórcą i pierwszym redaktorem naczelnym 4 czasopism naukowych (trzy z nich są na liście Filadelfijskiej, a jedno Ecological Chemistry and Engineering S ma IF(2018) = 1,467) oraz konferencji ECOpole. Wygłaszali na niej referaty wybitni naukowcy z całego świata, w tym trzej nobliści: prof. Paul Crutzen (2011), prof. Gerhard Ertl (2014), Sir Harold Kroto (2017). 
Jego dorobek naukowy liczy blisko 170 artykułów, 10 patentów oraz kilka książek naukowych. Do najważniejszych z nich należy książka pt. 110 europejskich twórców chemii, którą napisał wspólnie z żoną Marią.